# El Oceano Lake
El Oceano Lake är en sjö i Bolivia.   Den ligger i departementet Beni, i den norra delen av landet, 700 km norr om huvudstaden Sucre. El Oceano Lake ligger 130 meter över havet. Arean är 100 kvadratkilometer. Den sträcker sig 17,8 kilometer i nord-sydlig riktning, och 16,2 kilometer i öst-västlig riktning.
Trakten runt El Oceano Lake är nära nog obefolkad, med mindre än två invånare per kvadratkilometer.